# Вигра-фьорд
Ви́гра-фьорд (исл. Vigrafjörður) — небольшой фьорд на западе Исландии в регионе Вестюрланд.

## Этимология
Буквально с исландского Вигра-фьорд означает «фьорд тех, кто отлично сражается». Название происходит от большого сражение между воинами Стейнтора сын Торлака и жителями соседнего Аульфта-фьорда, которое произошло на льду Вигра-фьорда во времена Средневековья, о чем рассказывается в одной из исландских саг, Саге о Людях с Песчаного Берега, повествующая о первых поселенцах на Снайфедльснесе.

## Физико-географическая характеристика
Вигра-фьорд расположен в западной части Исландии в регионе Вестюрланд на самом востоке полуострова Снайфедльснес, между городами Стиккисхоульмюр и Будардалюр. Является частью фьордового комплекса Брейда-фьорд.
Длина фьорда достигает 4 километров, а ширина — до 1 км. Устье фьорда слева обозначено полуостровом Грисанес (исл. Grísanes), отделяющей Вигра-фьорд от Брейдасюнд (исл. Breiðasund), а справа — полуостровом Сёйранес (исл. Sauranes), отделяющим Вигра-фьорд от соседнего Аульфта-фьорда (исл. Álftafjörður).
Фьорд мелководный и характеризуется обилием шхеров и небольших островов, самые крупные из которых — Храппсхоульми (исл. Hrappshólmi) и Эйриксей исл. Eiríksey).

## Хозяйственное использование
Населённых пунктов на берегах фьорда нет, ближайший город — Стиккисхоульмюр, расположенный в 5 км к северу.
Исландская лесная администрация начиная с 1978 года занимается облесением берегов фьорда на полуострове Сёйранес.